# Francisco Gil de Taboada

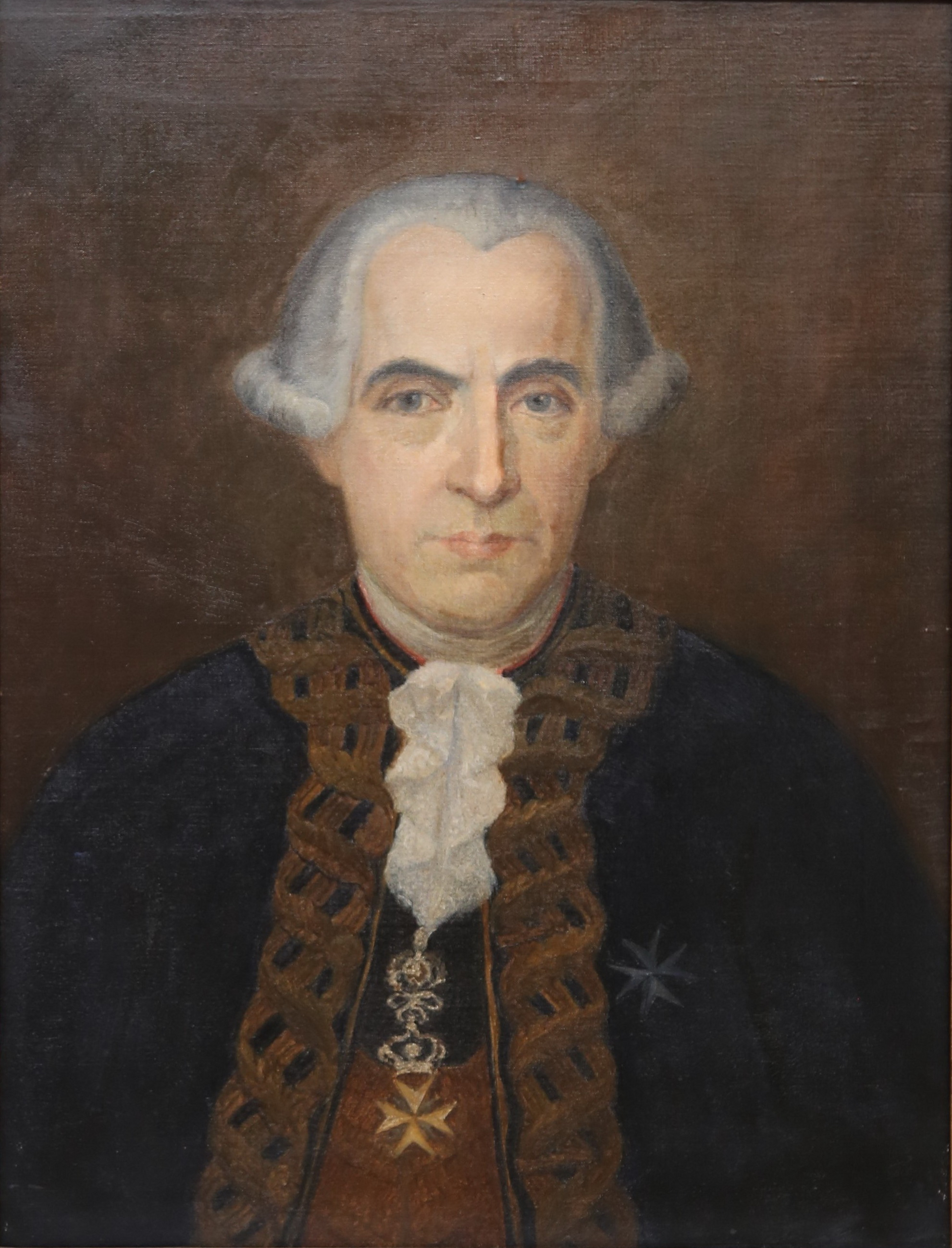
Francisco Gil de Taboada y de Lemos y Villa Marín.

Francisco Gil de Taboada y de Lemos y Villa Marín (Santa María de Soto Longo, 24 de setembro de 1733 - Madrid, 1809) foi um oficial de marinha espanhol e administrador colonial na América. Foi brevemente vice-rei do Vice-Reino de Nova Granada em 1789, e vice-rei do Peru entre 25 de março de 1790 até 6 de junho de 1796.
Com o fim de suas atividades no vice-reinado, retornou à Espanha, lá tornou-se um membro da junta de governo depois que o rei Fernando VII foi forçado a abdicar por Napoleão. Também foi diretor-geral da Real Marinha Espanhola.

## Biografia
Francisco Gil de Taboada y Lemos nasceu em 1733 (embora algumas fontes falam em 1736 ou 1737) na Galiza, Espanha.
Aos 16 anos tornou-se membro da Ordem Soberana e Militar de Malta. Entrou na marinha como cadete em Cádis em 27 de outubro de 1752. Foi promovido tenente de navio em 3 de setembro de 1767. Durante esse período ele navegou pelo Mediterrâneo, o Atlântico e o Pacífico.
Foi promovido comandante em 1770 e capitão em 1776. De 5 de janeiro de 1774 até 1 de fevereiro de 1777 ele foi governador espanhol das Ilhas Malvinas (Falkland Islands) Em 17 de fevereiro de 1779 foi nomeado capitão da recém-criada Companhia de Cadetes Navais de Ferrol. Permaneceu nessa posição até ser designado vice-rei e capitão-general de Nova Granada e presidente da Real Audiência de Bogotá por Valdez, ministro das Índias (1778). A partir desse momento tornou-se comandante de uma esquadra.

## Vice-rei de Nova Granada
Ele assumiu o novo cargo em janeiro de 1789, servindo até o mês de julho do mesmo ano, quando foi nomeado vice-rei do Peru e presidente da Audiencia de Lima. Em 4 de março de 1789 foi promovido tenente-general.

## Vice-rei do Peru
No Peru ele introduziu reformas administrativas, incentivou o desenvolvimento da literatura e das artes e organizou expedições de exploração.
Além de ser um funcionário de carreira naval que lutou na Argélia, Normandia, Gibraltar e Sicília, Gil de Taboada era também um homem culto. No Peru, foi distinguido pelo seu apoio às artes, bem como ciência e exploração. Apoiou a fundação do jornal El Mercurio Peruano em 1791 e fundou a Academia de Belas Artes. Ao mesmo tempo, ele lutou contra a propagação das idéias revolucionárias francesas e proibiu a circulação da Declaração dos Direitos do Homem e do Cidadão. Fundou um centro de anatomia e um hospital, apoiou a escola de navegação e encomendou o primeiro recenseamento da população. Reincorporou a região de Puna ao Vice-Reino do Peru.
Em 1796, com o final de seu mandato como vice-rei, Gil retornou à Espanha. Lá, ele foi submetido a juicio de residencia para investigar a situação das finanças coloniais durante sua administração. Era um procedimento comum no final de um mandato de vice-rei. O veredicto foi favorável ao ex-vice-rei.

## De volta à Espanha

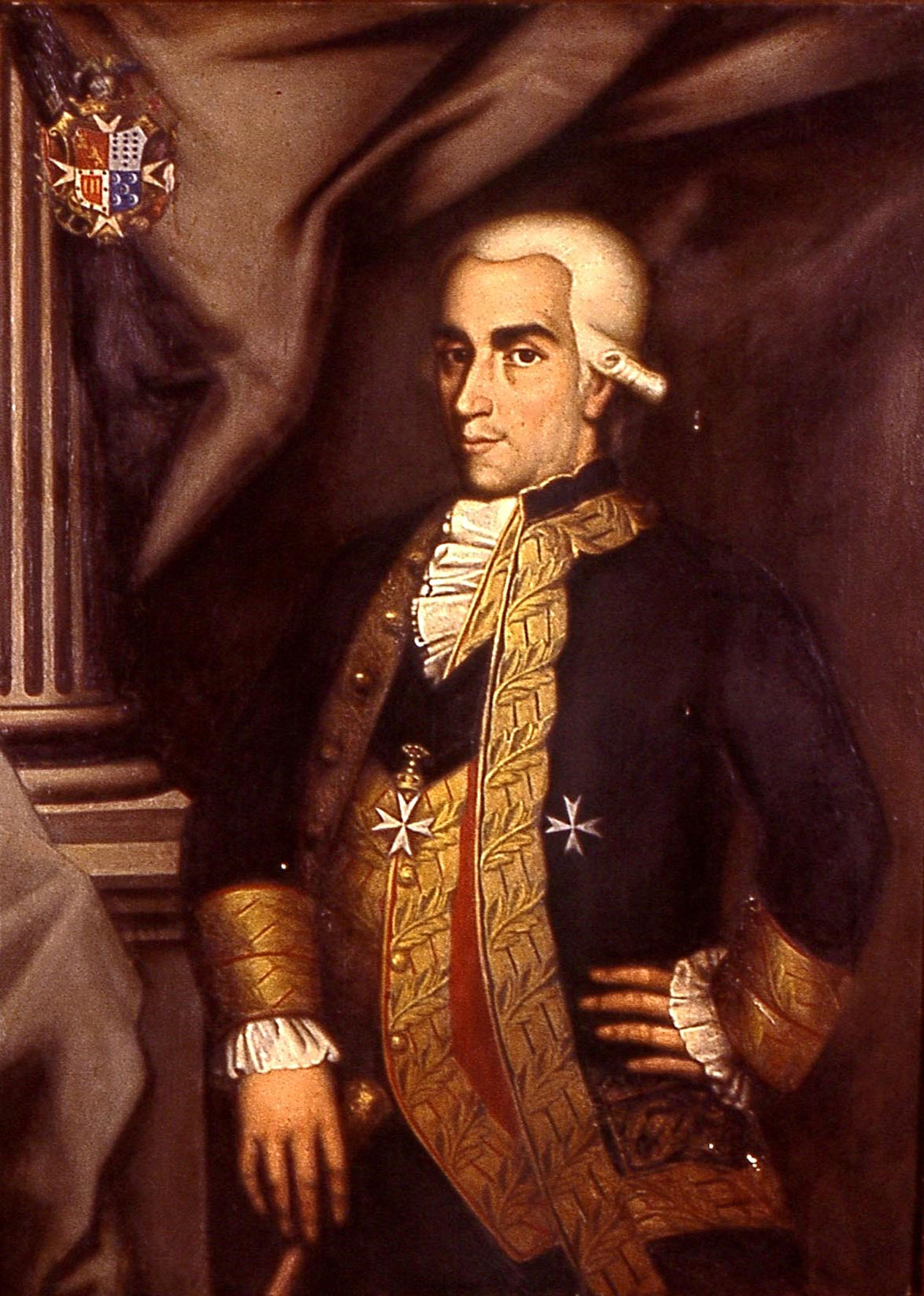
Francisco Gil de Taboada.

Em 1799 foi nomeado diretor-geral da Marinha, cargo que ocupou simultaneamente com outros altos cargos até 1807.
Em 6 de fevereiro de 1805, após a nomeação do general Domingo Grandallana como comandante da esquadra em el Ferrol, Gil de Taboada foi nomeado secretário interino de Estado e da Marinha. Em novembro do mesmo ano ele foi promovido a capitão-general da marinha. Em 22 de abril de 1806 foi nomeado ministro da Marinha (não mais como provisório).
Manteve esses títulos sob a autoridade do rei Carlos IV. Em 17 de março de 1808 o Motim de Aranjuez obrigou Carlos IV a abdicar e entregar o governo a seu filho, Fernando VII. Os rebeldes em Aranjuez também atacaram o odiado primeiro-ministro Manuel de Godoy. Este e os acontecimentos que se seguiram mudaram a face da política espanhola e causaram grande repercussão nas colônias espanholas nas Américas.

## Membro da junta de governo
Os ministros, incluindo Gil de Taboada, foram confirmados em seus cargos por Fernando.
Atendendo ao convite de Napoleão, Carlos e Fernando deixaram a Espanha rumo à França, atravessando a fronteira em 21 de abril de 1808. Eles chegaram em Baiona , lá foram forçados por Napoleão a abdicar e reivindicar a coroa espanhola, que foi dada a seu irmão José Bonaparte. Começava um exílio de sete anos para os reis de Espanha.
Antes de deixar Baiona, Fernando VII havia formado uma junta governante (Junta Suprema de Governo), composta por seus ministros e presidida pelo Infante Antonio, tio de Fernando VII. Gil de Taboada ainda era ministro da marinha. Quando Joaquim Murat exigiu que Godoy (que se encontrava aprisionado no castelo de Villaviciosa desde sua deposição) fosse entregue aos franceses, Gil foi contra.
Temendo a invasão francesa, Gil propôs a mudança da junta de ministros para um local afastado de Madrid. Infante Antonio, um dia após a explosão popular conhecida como levantamento de 2 de Maio, foi forçado a encontrar-se com Carlos e Fernando em Baiona. Antonio escreveu para Gil dizendo que a Junta deveria continuar com o trabalho, mas Murat exigiu a presidência da mesma. A maioria dos membros aceitou a decisão em 4 de maio, mas Gil foi contra. Poucos dias depois ele renunciou.
Após a Batalha de Bailén (18-22 de julho de 1808) na qual os franceses foram derrotados e forçados a se retirar de Madrid, Gil de Taboada foi novamente empossado como membro de uma junta governativa, agora, a Junta Suprema Central. Isso ocorreu em 29 de setembro de 1808 em Aranjuez. Quando os franceses retomaram a capital, eles exigiram um juramento de fidelidade a José Bonaparte, agora com o título de José I de Espanha. Gil, já um octogenário, recusou. Houve pedidos para que ele fosse processado por sua recusa, mas José rejeitou, afirmando que um homem tão valente e com uma idade já avançada não deveria ser molestado.
Quando Gil de Taboada morreu em 1809, a guarnição francesa de Madrid concedeu-lhe as honras de funeral de um homem de alta dignidade.